# 1162 Larissa
1162 Larissa är en asteroid i huvudbältet som upptäcktes den 5 januari 1930 av den tyske astronomen Karl Wilhelm Reinmuth. Asteroidens preliminära beteckning var 1930 AC. Den fick senare namn efter en stad i Thessalien, en av Greklands gamla regioner.
Larissas senaste periheliepassage skedde den 8 augusti 2018. Asteroidens rotationstid har beräknats till 6,52 timmar. Den tillhör asteroidgruppen Hilda.